# Edgar Loué
Edgar Gnoleba Loué (Abidjan, 27 dicembre 1983) è un ex calciatore ivoriano, di ruolo centrocampista.